# Naima Wifstrand

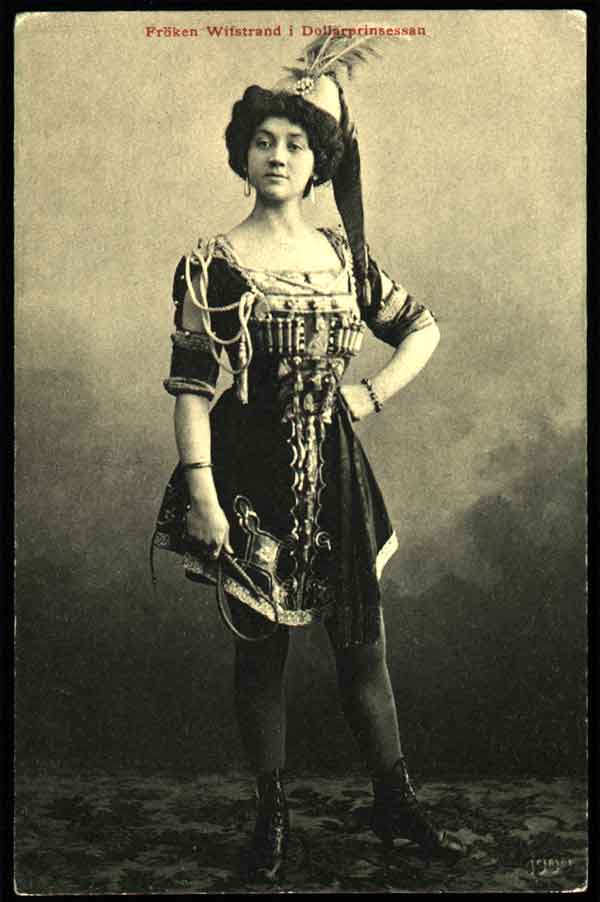
Som Daisy i Dollarprinsessan på Oscarsteatern 1909

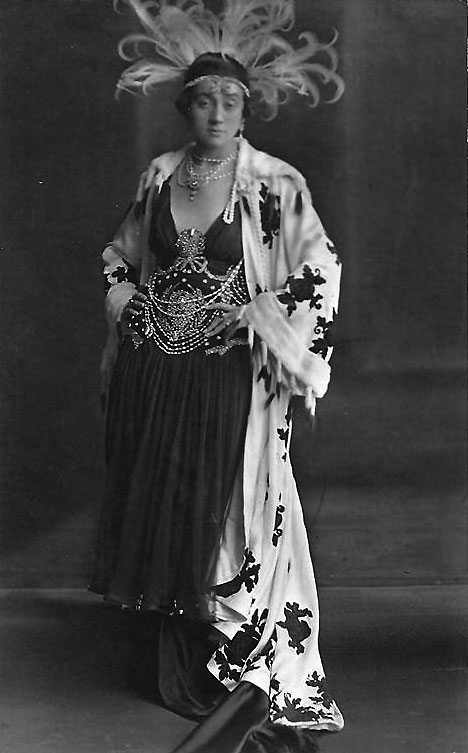
Som Sylvia i Csardasfurstinnan på Oscarsteatern 1916

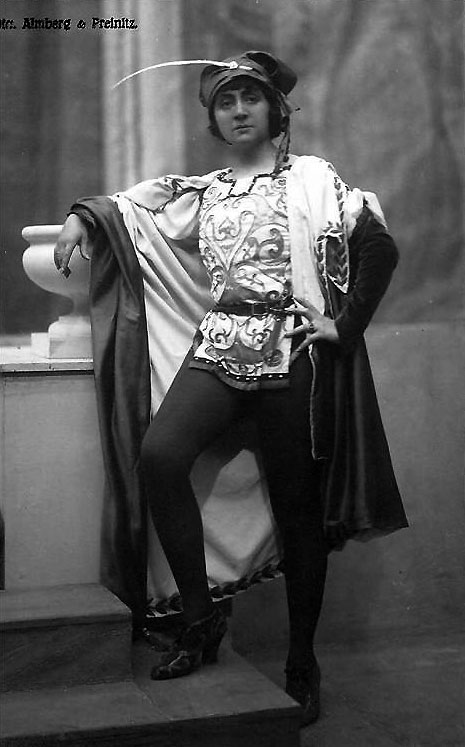
I Boccaccio på Oscarsteatern 1920

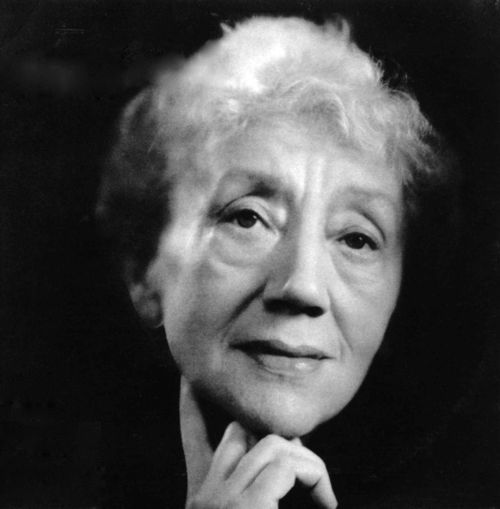
Naima Wifstrand på 1950-talet

Siri Naima Matilda Wifstrand (uttalas Vivstrand), född 4 september 1890 i Stockholm, död 23 oktober 1968 i Gustav Vasa församling i Stockholm, var en svensk operettsångerska, skådespelare, kompositör och regissör.

## Biografi
Wifstrand växte upp med en ensamstående mor på Fleminggatan i Stockholm. Hon lärde sig grunderna inom skådespeleri när hon 1905 fick följa med Anna Lundbergs resande teatersällskap runt i landet. Detta ledde till små roller på teatrar i Helsingfors och Stockholm. Hon studerade sång i Stockholm, 1910 for hon till London och studerade vidare för Raymond von zur Mühlen.
Efter studierna blev hon en berömd operettsångerska i Stockholm med bland annat gästspel på Oscarsteatern 1913–1918 samt i Köpenhamn och Oslo under en följd av år.
Fram till 1920-talets början var Naima Wifstrand den stora operettdrottningen i Skandinavien. Men hon fick så småningom nog av operettlivet och beslöt sig för att istället satsa mer på talroller vid teatern för att pröva sin dramatiska talang som skådespelare. Hon debuterade i en talad roll 1924. Under flera år var hon dessutom bosatt i London där hon uppträdde med (vis)sång och gitarr.
Per Lindberg engagerade 1937 henne för att spela i Bertolt Brechts Tolvskillingsoperan på olika platser i landet. Detta kom att bli hennes stora genombrott. När Bertolt Brecht lämnade Tyskland på grund av nazismen och flyttade till Sverige skrev han Moder Courage för henne.
På 1940-, 1950- och 1960-talen ansågs hon som en av de främsta kvinnliga skådespelarna i den äldre generationen och fick på 1950-talet fast anställning på Malmö stadsteater. Även på film kom de betydande rollerna först i slutet av 1940-talet, till exempel som Sigrid Malm i Livet i Finnskogarna och som Hulda i Kvinnan gör mig galen år 1949.
Naima Wifstrand var regissör vid Operan 1944–1946. Hon var även engagerad vid Malmö stadsteater 1954–1961, Stockholms stadsteater 1962–1963 samt Göteborgs stadsteater 1964.
Hon blev ledamot av Kungl. Vasaorden (LVO) 1955.  
Källa: Sveriges Statskalender 1956.
1960 tilldelades Naima Wifstrand Teaterförbundets guldmedalj för "utomordentlig konstnärlig gärning".
Hon var 1921–1928 gift med kapten Erling Nielsen. Naima Wifstrand är begravd på Norra begravningsplatsen utanför Stockholm.
I Statens porträttsamling på Gripsholms slott återfinns knäbild på Wifstrand utförd av Gunnar Allvar.

## Filmografi (urval)
- 1927 – Eleganta svindlare
- 1931 – Pjerrot
- 1931 – Pjerrot græder
- 1943 – Kungsgatan
- 1944 – Sabotage
- 1944 – En dotter född
- 1945 – Sten Stensson kommer till stan
- 1946 – Djurgårdskvällar
- 1946 – Jag älskar dig, argbigga
- 1946 – Hotell Kåkbrinken
- 1946 – Stiliga Augusta
- 1947 – Folket i Simlångsdalen
- 1947 – Två kvinnor
- 1947 – Konsten att älska
- 1947 – Nattvaktens hustru
- 1947 – Det kom en gäst
- 1947 – Livet i Finnskogarna
- 1947 – Den långa vägen
- 1948 – Kvinnan gör mig galen
- 1948 – Lappblod
- 1948 – Soldat Bom
- 1948 – Hammarforsens brus
- 1948 – Solkatten
- 1948 – Musik i mörker
- 1948 – Flottans kavaljerer
- 1948 – De kämpade sig till frihet
- 1948 – Ådalens poesi
- 1949 – Hin och smålänningen
- 1949 – Skolka skolan
- 1949 – Singoalla
- 1949 – Törst
- 1950 – Svensk vardag
- 1950 – Fästmö uthyres
- 1950 – Södrans revy
- 1951 – Puck heter jag
- 1952 – För min heta ungdoms skull
- 1952 – Kvinnors väntan
- 1952 – Säg det med blommor
- 1953 – Vingslag i natten
- 1953 – Malin går hem
- 1953 – Vägen till Klockrike
- 1953 – Ursula – flickan i finnskogarna
- 1955 – Sommarnattens leende
- 1955 – Kvinnodröm
- 1955 – Het är min längtan
- 1955 – Danssalongen
- 1955 – Paradiset
- 1955 – Den underbara lögnen
- 1956 – Häxan
- 1956 – Flickan i frack
- 1957 – Smultronstället
- 1957 – Sjutton år
- 1958 – Ansiktet
- 1960 – Domaren
- 1961 – Briggen Tre Liljor
- 1962 – Nils Holgerssons underbara resa (Mor Akka, röst)
- 1966 – Myten
- 1966 – Nattlek
- 1968 – Vargtimmen
- 1968 – Vindingevals

## Filmmanus
- 1931 – Pjerrot græder

## Teater

### Roller (ej komplett)
| År   | Roll                         | Produktion | Regi                       | Teater                     |
| ---- | ---------------------------- | --- | -------------------------- | -------------------------- |
| 1905 | Piga                         | Andersson, Pettersson och Lundström Frans Hodell och Emil Norlander                                             |                            | Anna Lundbergs sällskap    |
| 1905 | Bagarlärling                 | Stabstrumpetaren (Der Stabstrompeter) Gustav Steffens                                                           |                            | Anna Lundbergs sällskap    |
| 1906 | O Mimosa San                 | Geishan (The Geisha, a story of a tea house) Sidney Jones, Owen Hall och Harry Greenbank                        | Axel Ringvall              | August Bodéns sällskap     |
| 1906 | Madame Sherry                | Boccaccio (Boccaccio, oder Der Prinz von Palermo) Franz von Suppé, Camillo Walzel och Richard Genée             |                            | Albert Ranfts sällskap     |
| 1906 | Pipetta                      | Frihetsbröderna (Les Brigands) Jacques Offenbach, Henri Meilhac och Ludovic Halévy                              |                            | Oscarsteatern              |
| 1907 | Medverkande                  | Glada änkan (Die lustige Witwe) Franz Lehár, Victor Léon och Leo Stein                                          |                            | Oscarsteatern              |
| 1907 |                              | Ambassadören (Monsieur de la Palisse) Claude Terrasse, Robert de Flers och Gaston Arman de Caillavet            | Emil Linden                | Oscarsteatern              |
| 1908 | Rosalinda                    | Läderlappen (Die Fledermaus) Johann Strauss den yngre, Karl Haffner och Richard Genée                           |                            | Oscarsteatern              |
| 1909 | Boccaccio                    | Boccaccio (Boccaccio, oder Der Prinz von Palermo) Franz von Suppé, Camillo Walzel och Richard Genée             |                            | Oscarsteatern              |
| 1909 | Olga Labinska                | Dollarprinsessan (Die Dollarprinzessin) Leo Fall, Alfred Maria Willner och Fritz Grünbaum                       |                            | Albert Ranfts sällskap     |
| 1909 | Marosi                       | Höstmanöver (Ein Herbstmanöver) Emmerich Kálmán, Karl von Bakonyi och Andor Gábor                               |                            | Oscarsteatern              |
| 1910 | Bronislawa                   | Tiggarstudenten (Der Bettelstudent) Karl Millöcker, Richard Genée och Friedrich Zell                            |                            | Albert Ranfts sällskap     |
| 1910 | Fiametta                     | Boccaccio (Boccaccio, oder Der Prinz von Palermo) Franz von Suppé, Camillo Walzel och Richard Genée             |                            | Stora Teatern, Göteborg    |
| 1911 | Marosi                       | Höstmanöver (Ein Herbstmanöver) Emmerich Kálmán, Karl von Bakonyi och Andor Gábor                               |                            | Oscarsteatern              |
| 1913 | Anna                         | Den käre Augustin (Der liebe Augustin) Leo Fall, Rudolf Bernauer och Ernst Welisch                              |                            | Albert Ranfts sällskap     |
| 1913 | Boccaccio                    | Boccaccio (Boccaccio, oder Der Prinz von Palermo) Franz von Suppé, Camillo Walzel och Richard Genée             |                            | Stora Teatern, Göteborg    |
| 1914 | Medverkande                  | Wunderschönt, revy Alfred Fjelner                                                                               |                            |                            |
| 1914 | Dolly Doverland              | På tu man hand (Endlich allein) Franz Lehár, Alfred Maria Willner och Robert Bodanzky                           | Carl August Söderman       | Oscarsteatern              |
| 1915 | Szibill                      | Madame Szibill (Szibill) Victor Jacobi, Max Brody och Franz Martos                                              | Oskar Textorius            | Oscarsteatern              |
| 1916 | Sylva Varescu                | Csardasfurstinnan (Die Csárdásfürstin) Emmerich Kálmán, Leo Stein och Béla Jenbach                              | Oskar Textorius            | Oscarsteatern              |
| 1917 | Hannerl                      | Jungfruburen (Das Dreimäderlhaus) Alfred Maria Willner, Heinz Reichert, Franz Schubert och Heinrich Berté       |                            | Oscarsteatern              |
| 1917 | Sylva Varescu                | Csardasfurstinnan (Die Csárdásfürstin) Emmerich Kálmán, Leo Stein och Béla Jenbach                              |                            | Centralteatret             |
| 1917 | Kejsarinnan                  | Kejsarinnan Maria Theresia (Die Kaiserin) Leo Fall, Julius Brammer och Alfred Grünwald                          | Oskar Textorius            | Oscarsteatern              |
| 1918 | Kejsarinnan                  | Kejsarinnan Maria Theresia (Die Kaiserin) Leo Fall, Julius Brammer och Alfred Grünwald                          |                            | National Scala, Köpenhamn  |
| 1919 |                              | Stambuls ros (Die Rose von Stambul) Leo Fall, Julius Brammer och Alfred Grünwald                                |                            | National Scala, Köpenhamn  |
| 1919 | Hertig de Partheny           | Lille hertigen (Le Petit Duc) Charles Lecocq, Henri Meilhac och Ludovic Halévy                                  | Elvin Ottoson              | Oscarsteatern              |
| 1920 | Boccaccio                    | Boccaccio (Boccaccio, oder Der Prinz von Palermo) Franz von Suppé, Camillo Walzel och Richard Genée             | Carl Barcklind             | Oscarsteatern              |
| 1920 | Elvira                       | Röda rosor (Die ideale Gattin) Franz Lehár, Julius Brammer och Alfred Grünwald                                  | August Bodén               | Stora Teatern, Göteborg    |
| 1920 |                              | Geishan (The Geisha, a story of a tea house) Sidney Jones, Owen Hall och Harry Greenbank                        |                            | Oscarsteatern              |
| 1920 | Alice                        | Dollarprinsessan (Die Dollarprinzessin) Leo Fall, Alfred Maria Willner och Fritz Grünbaum                       |                            | Stora Teatern, Göteborg    |
| 1921 | Mariana                      | Damen i hermelin (Die Frau im Hermelin) Jean Gilbert, Rudolph Schanzer och Ernst Welisch                        | Carl Barcklind             | Oscarsteatern              |
| 1921 | Vera Lisaveta                | Sista valsen (Der letzte Walzer) Oscar Straus, Julius Brammer och Alfred Grünwald                               | Carl Barcklind             | Oscarsteatern              |
| 1921 |                              | Don Cesar Rudolf Dellinger och Oscar Walther                                                                    | Albert Ranft Elvin Ottoson | Stora Teatern, Göteborg    |
| 1921 | Bronislawa                   | Tiggarstudenten (Der Bettelstudent) Karl Millöcker, Richard Genée och Friedrich Zell                            | Elvin Ottoson              | Oscarsteatern              |
| 1921 | Fragoletto                   | Frihetsbröderna (Les Brigands) Jacques Offenbach, Henri Meilhac och Ludovic Halévy                              | Albert Ranft               | Oscarsteatern              |
| 1922 | Denise de Flavigny           | Lilla helgonet (Mam'zelle Nitouche) Hervé, Henri Meilhac och Albert Millaud                                     |                            | Stora Teatern, Göteborg    |
| 1922 |                              | Prinsessan Olala (Prinzessin Olala) Jean Gilbert, Rudolf Bernauer och Rudolf Schanzer                           | Carl Barcklind             | Oscarsteatern              |
| 1922 | Medverkande                  | Ställ er i kön, revy Karl Gerhard                                                                               |                            | Folkan                     |
| 1922 | Odette Darimonde             | Bajadären (Die Bajadere) Julius Brammer, Alfred Grünwald och Emmerich Kálmán                                    |                            | Stora Teatern, Göteborg    |
| 1923 | Odette Darimonde             | Bajadären (Die Bajadere) Julius Brammer, Alfred Grünwald och Emmerich Kálmán                                    | Nils Johannisson           | Oscarsteatern              |
| 1923 | Katja                        | Katja (Katja, die Tänzerin) Leopold Jacobson, Rudolph Österreicher och Jean Gilbert                             |                            | Stora Teatern, Göteborg    |
| 1924 |                              | Frasquita Alfred Maria Willner, Heinz Reichert och Franz Lehár                                                  | Nils Johannisson           | Oscarsteatern              |
| 1924 | Katarina den stora           | Kvinnan i purpur (Das Weib im Purpur) Jean Gilbert, Leopold Jacobson och Rudolf Oesterreicher                   | Nils Johannisson           | Oscarsteatern              |
| 1925 | Berthe Tregnier              | Skuggan (L’ombra) Dario Nicodemi                                                                                | Nils Johannisson           | Svenska teatern, Stockholm |
| 1925 |                              | Frasquita Alfred Maria Willner, Heinz Reichert och Franz Lehár                                                  |                            | Oslo                       |
| 1925 | Hanna Glavari                | Glada änkan (Die lustige Witwe) Franz Lehár, Victor Léon och Leo Stein                                          |                            | Centralteatret             |
| 1925 | Nadja                        | Orloff (Der Orlow) Ernst Marischka och Bruno Granichstaedten                                                    | Nils Johannisson           | Oscarsteatern              |
| 1927 | Drottning Helena             | Drottning Helena (Die Königin) Oscar Straus, Ernst Marischka, Bruno Granichstaedten                             | Naima Wifstrand            | Folkteatern                |
| 1930 | Maria Teresia                | Kejsarinnan Maria Theresia (Die Kaiserin) Leo Fall, Julius Brammer, Alfred Grünwald                             | Oskar Textorius            | Vasateatern                |
| 1930 | Nadja                        | Orloff (Der Orlow) Bruno Granichstaedten och Ernst Marischka                                                    | Naima Wifstrand            | Vasateatern                |
| 1932 | Mamman                       | Toni Gina Kaus                                                                                                  | Naima Wifstrand            | Naima Wifstrand-teatern    |
| 1932 | Medverkande                  | Shåbåten, revy                                                                                                  | Lennart Bernadotte         | Naima Wifstrand-teatern    |
| 1936 | Fru Peachum                  | Tolvskillingsoperan (Die Dreigroschenoper) Bertolt Brecht och Kurt Weill                                        | Per Lindberg               | Riksteatern                |
| 1938 | Señora Carrar                | Señora Carrars gevär (Die Gewehre der Frau Carrar) Bertolt Brecht                                               | Herman Greid               | Odeonteatern               |
| 1939 |                              | Fru Diktatorn (Diktatorinden) Kaj Munk                                                                          |                            | Riksteatern                |
| 1940 |                              | Familjen Andersson (Andersens) Johan Borgen                                                                     |                            | Riksteatern                |
| 1941 |                              | Rid i natt Vilhelm Moberg                                                                                       |                            | Riksteatern                |
| 1941 | Mor Aase                     | Peer Gynt Henrik Ibsen                                                                                          | Per Lindberg               | Riksteatern                |
| 1943 | Grevinnan Katarina Anastasia | Tre valser (Drei Walzer) Oscar Straus, Paul Knepler och Armin Robinson                                          | Leif Amble-Naess           | Oscarsteatern              |
| 1946 |                              | Kleptomani och gröna skogar Sune Bergström och Einar Molin                                                      | Bengt Ekerot               | Vasateatern                |
| 1947 | Hertiginnan av Hareford      | Lorden från gränden (Me and My Girl) Noel Gay och L. Arthur Rose                                                | Nils Poppe                 | Södra Teatern              |
| 1949 | Gudlös gumma                 | Yerma Federico García Lorca                                                                                     | Per-Axel Branner           | Nya Teatern                |
| 1949 | Dolly Tate                   | Annie get your gun Irving Berlin, Dorothy Fields och Herbert Fields                                             | Sven Aage Larsen           | Oscarsteatern              |
| 1950 | Medverkande                  | Farväl till 40-talet, revy Kar de Mumma                                                                         | Sven Paddock               | Södra Teatern              |
| 1951 | Madame Alexandra             | Colombe Jean Anouilh                                                                                            | Henrik Dyfverman           | Malmö stadsteater          |
| 1951 | Fru Alving                   | Gengångare (Gengangere) Henrik Ibsen                                                                            | Henrik Dyfverman           | Malmö stadsteater          |
| 1952 | Modern                       | Mordet i Barjärna Ingmar Bergman                                                                                | Ingmar Bergman             | Malmö stadsteater          |
| 1952 | Jordegumman                  | Kronbruden August Strindberg                                                                                    | Ingmar Bergman             | Malmö stadsteater          |
| 1953 |                              | Bernardas hus (La casa de Bernarda Alba) Federico Garcia Lorca                                                  | Karin Kavli                | Malmö stadsteater          |
| 1953 |                              | Flickan och gudarna (Der gute Mensch von Sezuan) Bertolt Brecht                                                 | Hans Dahlin                | Malmö stadsteater          |
| 1953 | Mor Ninfa, Schillacis mor    | Liolá Luigi Pirandello                                                                                          | Mimi Pollak                | Dramaten                   |
| 1954 | Fröken Mangebois             | Intermezzo Jean Giraudoux                                                                                       | Lars-Levi Laestadius       | Malmö stadsteater          |
| 1954 | Mumien                       | Spöksonaten August Strindberg                                                                                   | Ingmar Bergman             | Malmö stadsteater          |
| 1955 | Karin                        | Trämålning Ingmar Bergman                                                                                       | Ingmar Bergman             | Malmö stadsteater          |
| 1955 | Narren                       | Trettondagsafton (Twelfth Night, or What You Will) William Shakespeare                                          | Lars-Levi Laestadius       | Malmö stadsteater          |
| 1956 | Efrosinia Potapovna          | Bruden utan hemgift (Бесприданница, romanized, Bespridannitsa) Aleksandr Ostrovskij                             | Ingmar Bergman             | Malmö stadsteater          |
| 1956 | Fyllkärringen                | Kittelflickarens bröllop (The Tinker’s Wedding) John Millington Synge                                           | Mats Johansson             | Malmö stadsteater          |
| 1957 | Tante                        | Fröken Rosita eller Blommornas språk (Doña Rosita la soltera o el lenguaje de las flores) Federico Garcia Lorca | Frank Sundström            | Malmö stadsteater          |
| 1957 | Åse                          | Peer Gynt Henrik Ibsen                                                                                          | Ingmar Bergman             | Malmö stadsteater          |
| 1958 | Flora                        | Sagan Hjalmar Bergman                                                                                           | Ingmar Bergman             | Malmö stadsteater          |
| 1958 |                              | Ur-Faust Johann Wolfgang von Goethe                                                                             | Ingmar Bergman             | Malmö stadsteater          |
| 1958 | Daisy Roberts                | Silverbröllop (Silver Wedding) Michael Clayton Hutton                                                           | Per Gerhard                | Vasateatern                |
| 1959 | Portvakterskan               | Ett drömspel August Strindberg                                                                                  | Bengt Ekerot               | Malmö stadsteater          |
| 1960 | Farmor                       | Äventyret (La Belle aventure) Gaston Arman de Caillavet och Robert de Flers                                     | Per Gerhard                | Vasateatern                |
| 1962 | Marina                       | Onkel Vanja (Дядя Ваня, Djadja Vanja) Anton Tjechov                                                             | Josef Halfen               | Malmö stadsteater          |
| 1962 | Farmor                       | Farmor och vår Herre Hjalmar Bergman                                                                            |                            | Malmö stadsteater          |
| 1962 | Doktor Mathilde von Z        | Fysikerna (Die Physiker) Friedrich Dürrenmatt                                                                   |                            | Stockholms stadsteater     |
| 1963 | Svärmodern                   | Den kaukasiska kritcirkeln (Der kaukasische Kreidekreis) Bertolt Brecht och Paul Dessau                         | Hans Dahlin                | Stockholms stadsteater     |
| 1963 | Fru Hillbom                  | Bara en barberare (Histoire de Vasco) Georges Schehadé                                                          | Lars-Levi Laestadius       | Stockholms stadsteater     |
| 1963 | Farmor                       | Farmor och vår Herre Hjalmar Bergman                                                                            | Yngve Nordwall             | Stockholms stadsteater     |
| 1964 | Ommou                        | Skärmarna (Les Paravents) Jean Genet                                                                            | Per Verner-Carlsson        | Stockholms stadsteater     |
| 1965 | Mme Alicia de Ephlam         | Gigi Colette och Vicki Baum                                                                                     | Lars-Levi Laestadius       | Stockholms stadsteater     |

### Regi (ej komplett)
| År   | Produktion                         | Upphovsmän                                           | Teater                                                   |
| ---- | ---------------------------------- | ---------------------------------------------------- | -------------------------------------------------------- |
| 1927 | Drottning Helena Die Königin       | Oscar Straus, Ernst Marischka, Bruno Granichstaedten | Folkteatern                                              |
| 1930 | Orloff Der Orlow                   | Bruno Granichstaedten och Ernst Marischka            | Vasateatern                                              |
| 1932 | Toni                               | Gina Kaus                                            | Naima Wifstrand-teatern                                  |
| 1943 | Knutna nävar                       | Vilhelm Moberg                                       | Riksteatern                                              |
| 1944 | Tiggarens opera The Beggar's Opera | John Gay och Johann Christoph Pepusch                | Kungliga operan (övertog regiarbetet efter Per Lindberg) |